# شطا
شطا (باليونانية: Σάτα)‏ (بالإنجليزية: Shata)‏ (للاسم أكثر من صيغة cheikh chata، Chatah، Schata أو Sata) قرية من قرى محافظة دمياط تبعد عن مدينة دمياط خمسة كيلومترات.
وشطا من قرى الدلتا القديمة وردت في كتاب البلدان لليعقوبي: «ثم مدينة شطا: وهي على ساحل البحر وبها تعمل الثياب الشروب الشطوية.»، وفي كتاب أحسن التقاسيم للمقدسي: «شطا: قرية بين المدينتين (يقصد تنيس ودمياط) على البحيرة يسكنها القبط وإليها ينسب هذا البز»، ووردت في معجم البلدان بأنها بليدة بمصر علي ثلاثة اميال من دمياط علي البحر المالح (يقصد بذلك بحيرة المنزلة)، وذكرها الخوارزمي ضمن مدن الأقليم الرابع، ووردت ضمن كور مصر في المسالك والممالك لابن خرداذبة، وفي المسالك والممالك للمهلبي، وفي المسالك والممالك لابن حوقل، وضمن كور مصر في المسالك والممالك للبكري وأيضا في معجم ما استعجم من أسماء البلاد والمواضع للبكري.
واشتهرت في العصور الإسلامية بطراز من المنسوجات عرف باسمها، ففي الخطط المقريزية ان شطا مدينة عند تنيس ودمياط وإليها تنسب الثياب الشطوية.

## التاريخ

### قبل دخول العرب لمصر
في كتاب «فتح العرب لمصر» يناقش ألفريد بتلر القصة الخاصة بتسمية شطا بهذا الاسم نسبة إلى شطا بن الهاموك (الهامرك في رواية والبامرك في رواية أخرى) ويرى أن هذه القصة غير صحيحة مستدلا على ذلك برواية أخرى وردت في كتاب يوحنا النقيوسي عن أن حاكم دمياط كان اسمه حنا وليس كما ورد في الروايات العربية ولكنه يثبت حدوث واقعة القتال في هذا الموضع لدقة التاريخ الوارد في الروايات العربية ويضيف أن المكان كان معروفا قبل دخول العرب لمصر بهذا الاسم بأقمشته البديعة..
وفي دائرة المعارف الإسلامية تحت مادة شطا (Shata): «هذه المدينة كانت موجودة قبل الحكم العربي، حيث ذكر أنها كرسي أبرشية (Σάτα).»
وفي المجلد الثاني من كتاب وليم بفردج و تحت باب "ANNOTATIONS IN CANONES CONCILII TRULLANI" (شروحات على قرارات مجمع ترللو) صفحة 148 النص التالي: «معرفة كراسي نورية بطريرك مدينة الاسكندرية وترتيبها حسب ما وجدناه بخط الأب البطريرك افتيشيوس وهو سعيد بن بطريق والقصد بذلك أن يعرف كل مطران أو أسقف رتبته»، ثم يذكر أسماء كراسي كل بلد إلى أن يأتي إلى ذكر كرسي تنيس ودمياط وشطا فيقول: «التاسع مطران تنيس ولوبيا وأعمالها، العاشر مطران دمياط وساير أعمالها، الحادي عشر أسقف شطا وقراها»
كما ذكرها نيلوس دوكساباتريس ضمن بطريركية الإسكندرية.
وفي كتاب «تاريخ إيبارشية دمياط» يورد المؤلف تحت عنوان «الجيش العربي يغزو مدينة شطا»: «كانت مدينة شطا مسيحية، وكانت كثيرة السكان، وكانت كرسي أسقفية وكان بها دير حتى القرن الثالث عشر بعد الفتح الإسلامي بعدة قرون . وكان بها عدة كنائس أثرية مذكورة بكتب التاريخ، ولم يذكر أن مدينة شطا تعرضت للدمار، بعكس مدينة دمياط التي خربت مرارا وهدمت كل مبانيها عدة مرات»، يعود ويقرر في الهامش أنه لا يصح تسمية شطا نسبة إلى الشاب المذكور في الروايات العربية، وأن المدينة كانت معروفة بهذا الاسم قبله بكثير وأن اسم هذا الشاب لم يكن شطا بل بعدما هزم شطره الروم نصفين فسمي شطا. ورغم تكرار ذكر وجود أسقفية لشطا الا أن اسم الأسقف غير معروف
.

### بعد دخول العرب لمصر
يأتي ذكر شطا مقرونا في كتب التاريخ العربي مع دخول العرب لمصر، حيث أورد البلاذري أن عمرو بن العاص وجه عمير بن وهب الجمحي إلى فتح تنيس، ودمياط، وتونة، ودميرة، وشطا، ودقهلة، وبنا، وبوصير. ووفقا للرواية المذكورة أولاً في الكتاب المنسوب للواقدي  وأخذها عنه النويري والمقريزي ومن جاءوا بعدهم، فإن شطا كان ابنا لحاكم دمياط (الهاموك في المقريزي والبامرك عند الواقدي) وهو من أقرباء المقوقس وانضم لجيش المسلمين وحارب معهم حتى قتل في يوم الجمعة 15 شعبان عام 21 هجرية الموافق 19 يوليو عام 642 ميلادية في الموضع الذي سمي باسمه فيما بعد وله فيه ضريح وتعارف الناس على زيارته في ليلة النصف من شعبان من كل عام وعلى حسب تلك الرواية فإن قرية شطا سميت باسم شطا ابن الهاموك بعد واقعة مقتله.

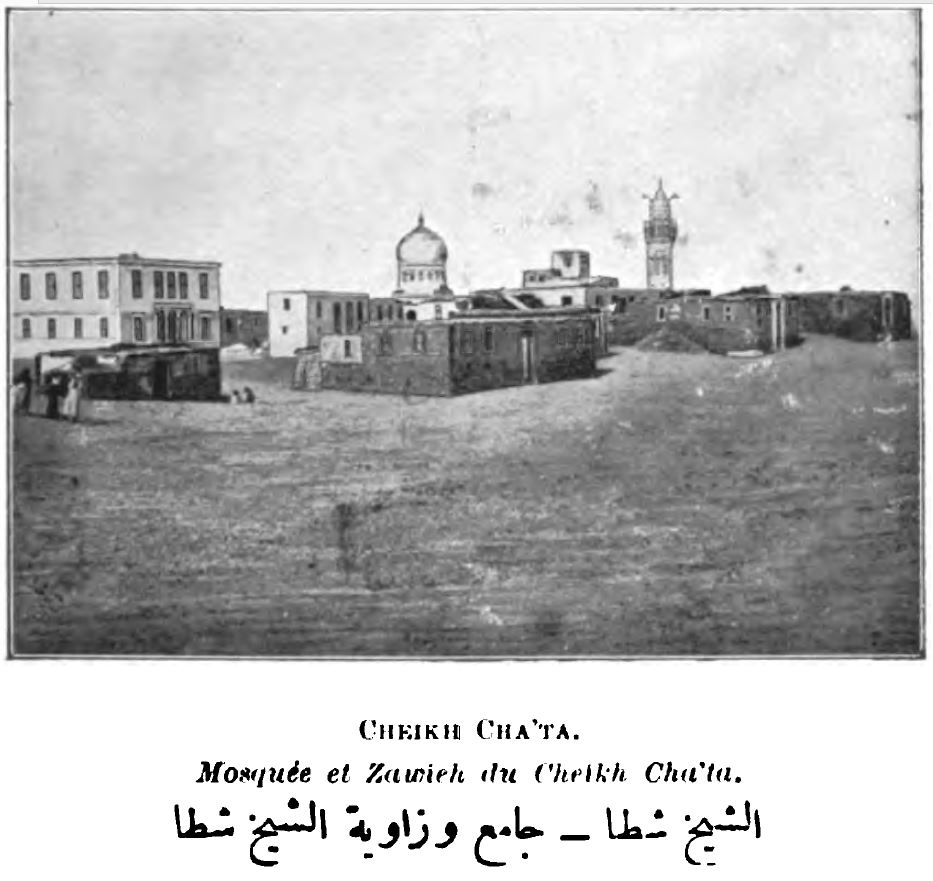

#### تفصيل دور شطا في فتح دمياط وما حولها
مايلي هو تلخيص لما ورد في كتاب فتوح الشام، لقراءة النص بالكامل من ويكي مصدر هنا.
يعتبر الواقدي أول من ذكر شخصية شطا بن البامرك (الهاموك) في سياق قصة فتح دمياط، فبعد أن تم للمسلمين فتح الإسكندرية، ولم تكن دمياط قد فتحت بعد، فبعث عمرو بن العاص المقداد أميرا على أربعين فارسا إلى دمياط، وكان حاكمها يسمي البامرك (خال المقوقس) قد تحصن فيها واستعد للحصار، فلما رأي قلة عددهم استهزأ بهم وخرج إليهم ولده الأكبر هريرا الفارس المشهور في تلك الأنحاء وبارزه ضرار بن الأزور فقتله، فرجعت عساكر البامرك وقد شق عليهم الأمر، فاجتمع البامرك وأرباب دولته يستشيرهم، فنصحه الديرجان وكان مشهورا بالحكمة والعقل أن يصالح المسلمين فأغضب هذا الرأي البامرك وأمر بضرب عنقه، فينطق الديرجان الشهادتين قبل مقتله. ثم يأمر البامرك قواده بالاستعداد للحرب فنصبوا خيامهم في الغد في ظاهر دمياط. ولما عرف ابن الديرجان بمقتل والده أظهر سعادته بما حدث فأطمأن إليه البامرك وخلع عليه وطيب قلبه، وفي المساء نقب في داره المجاورة للسور وخرج منه إلى معسكر الصحابة، وأعلمهم بما حدث ورغبته في مساعدتهم فشكوا فيه أول الأمر، إلا ان المقداد وثق به بعد أن أعلن إسلامه، فأطلعهم على فتحة السور فأوسعوها ودخلوا منها بخيولهم ثم أغلقوها كي لا ينتبه إليها عساكر البامرك. ودار ابن الديرجان على بني عمومته (ثمانين رجلا) وأعلمهم بخطته فأسلموا معه، وفي الصباح لم يرى عساكر البامرك أثر لفرسان المسلمين فظنوا أنهم رحلوا وأعلنوا الخبر فخرج إلى ظاهر دمياط كل من بالمدينة ولم يبق إلا النساء والأطفال، فأغلق بنو عمومة الديرجان أبواب المدينة وملكها المسلمون. وكان هناك فارس من أولاد البامرك يدعى شطا موصوف بحب العزلة وتتبع الأخبار والتأمل، يقال أنه لما سمع خبر تملك الصحابة لمدينة دمياط "شخص نحو السماء ببصره وصاح وسقط عن قربوس  فرسه"، ولما سأله والده أخبره بأنه تيقن من أمر المسلمين وأنهم على الحق ونطق الشهادتين وانضم اليه ألف من فرسانه، فتبعه البامرك على ذلك وتبعهم أرباب دولته وأسلموا جميعا على يد المقداد، الذي فتح النقب الذي دخلوا منه وبناه بابا وسماه «باب اليتيم» نسبة لابن الديرجان وترك في دمياط يزيد بن عامر ليعلمهم شرائع الإسلام.

##### تفصيل دور شطا في فتح تنيس
مايلي هو تلخيص لما ورد في كتاب فتوح الشام، لقراءة النص بالكامل من ويكي مصدر هنا.
ثم بعد ذلك يتباحث البامرك مع ابنه شطا في شأن مخاطبة أبو ثوب حاكم جزيرة تنيس ليدخل الإسلام حيث كان امتنع عن دفع الخراج إلى والي مصر المقوقس بعد أن تملكها المسلمون وتحصن بتنيس حيث كان قد ولى أخاه أبا سيف على جزيرة الصدف وأخاه الثاني أبا شق على جزيرة الطير وولى ولده على دنيوز، ليقرر شطا أن يتوجه اليه بنفسه مع أربعة من مساعديه ويلحق بهم يزيد بن عامر إلى أن يصلوا إلى حرس تنيس الذين سألوهم عن أنفسهم ووجهتهم فأخبروهم وانتظروا الاذن بالدخول، ولما وصلت إليهم دواب من الحاكم ليركبوها امتنع يزيد بن عامر عن الركوب ووافقه شطا وساروا جميعا لمقابلة أبو ثوب، ودار بين يزيد وأبو ثوب نقاش في العقيدة تحداه فيه أبو ثوب أن يدعو ربه أن ينزل المطر ولما نزل المطر اجتمعوا في اليوم التالي ووافقهم أبو ثوب على دعوتهم وأعلن إسلامه، فعادوا من عنده إلى البامرك حاكم دمياط الذي لم يصدق قول أبو ثوب، وماهي إلا أيام قلائل حتى جاءهم الخبر بأن أبو ثوب يجمع جيشا من الجزائر المحيطة سائرا إليهم، فأرسل البامرك ولده شطا إلى البرلس ودميرة وطناح ليجمع جيشا، وأرسل يزيد بن عامر إلى عمرو بن العاص طالبا المدد فأرسل اليهم هلال بن أوس بن صفوان بن ربيعة من بني لؤي ومعه ألف فارس وكان ذلك في العشر الأوائل من شعبان سنة عشرين من الهجرة. وكان قوام جيش أبو ثوب عشرين ألفا من الرجال وخمسمائة فارس من القبط ومتنصرة العرب وخرجوا في المراكب قاصدين دمياط حيث بدأ القتال بين الفريقين في اليوم الأول لملاقاتهم وتفرقوا، واستأنف القتال في اليوم التالي فقتل شطا اثنا عشر فارسا، فخرج إليه أبو ثوب فتقاتلا طيلة نصف نهار، حتى قتل أبو ثوب شطا، فوقعت الهزيمة في معسكر البامرك وتراجعوا إلى أبواب دمياط حتى أسعفهم وصول هلال بن أوس بن صفوان بن ربيعة فغلبوهم وأسروا أبو ثوب، ودفن شطا في ثيابه في موضع قتله بعد أن صلوا عليه وكان مقتله في ليلة النصف من شعبان حيث جعلت تلك الليلة موسما لزيارة قبره في كل سنة. وعرض على أبو ثوب الإسلام مرة أخرى فأسلم وتبعه أناس من جماعته وبقى أناس آخرين على دينهم وهؤلاء قررت عليهم الجزية ودخل المسلمون تنيس بالمراكب وبنوا موضع الكنيسة جامعا وفي جميع الجزائر جوامع وأخرج أبو ثوب الخمس من ماله ومن مال أقوامه وبعثوا به إلى عمرو بن العاص مع أموال من قتل، ونزل هلال بن أوس على التل الأحمر بظاهر تنيس وأقر أهل الجزائر على أوضاعهم فعرضوا عليه فتح قلعة الفرما والتي فتحوها صلحا فيما بعد.

#### قرية شطا بعد أحداث الفتح
كانت شطا من ثغور مصر في العصر الإسلامي حيث ذكرها ابن زولاق والنويري والمقريزي من ضمن ثغور الرباط. ولعل ذلك مرجعه لقربها من ساحل البحر المتوسط ولموقعها القريب من دمياط، فقد تعرضت للعديد من الهجمات عن طريق البحر. يذكر الطبري في حوادث سنة 238 هجرية (11 يونيو 852 ميلادية إلى 11 يونيو 853 ميلادية)، يذكر مهاجمة مراكب الروم لدمياط في وقت اخليت فيه من الجند بأمر من والي معونة مصر عنبسة بن إسحق الضبي حيث استدعاهم للفسطاط حين اقترب العيد،«فوصلت مراكب الروم من ناحية شطا التي يعمل فيها الشطوي، فأناخ بها مائة مركب من الشلندية، كل مركب تحمل مابين الخمسين رجلا إلى المائة، فخرجوا إليه وأحرقوا ماوصلوا إليه من دورها وأخصاصها، واحتملوا سلاحا كان فيها أرادوا حمله إلى أبي حفص صاحب أقريطش نحوا من ألف قناة وآلتها، وقتلوا من أمكنهم قتله من الرجال، وأخذوا من الأمتعة والقند والكتان ما كان عبيء ليحمل إلى العراق، وسبوا من المسلمين والقبطيات نحوا من ستمائة امرأة ، ويقال إن المسلمات منهن مائة وخمس وعشرون امرأة والباقي من نساء القبط»

وكان بمدينة شطا أسقفية تابعة لبطريرك الأسكندرية، كما أن مطران دمياط الأنبا يؤانس الدمياطي عندما طرده الصليبيون من مقر كرسيه (كنيسة مرقوريوس أبي سيفين بشرق دمياط) هرب إلى كرسي شطا الذي خلا من وجود أساقفة و لهذا اعتبر بعض المؤرخين خطأ أن شطا هي كرسي دمياط. ولعله هنا يعني ماذكره أبو المكارم في تاريخه عن شطا حيث ذكر أن شطا هي كرسي دمياط وأن بها (دير كبير وبيعة) على اسم مارجرجس لليعقوبية هدمه المسلمين وعملوه جامعا والسبب في ذلك دخول أحد مراكب الروم إليه بنذر فخشوا من ذلك. وحينما قام صلاح الدين بتحصين ثغر دمياط سنة 1177م فقام ببناء سور دمياط وجعل له خمسة أبواب باب الجهاد أو باب الحرس وباب النحاس وباب القماحين وباب الخطابين وباب شطا.
كما أن شطا اشتهرت بعد ذلك بمنسوجاتها وفي هذا السياق يأتي ذكرها في كتب التاريخ مقرونا بتنيس ودبيق حيث انشأ الحكام العرب في تلك الأنحاء مصانع للنسيج اشتهرت بجودتها وعرفت الأثواب الخارجة من شطا بالثوب الشطوي واستمرت شهرة شطا في عمل تلك المنسوجات وظلت دور صناعة النسيج الخاصة والعامة عامرة عاملة حتى القرن السادس الهجري حيث أصابها ما أصاب غيرها من جزر البحيرة من تدهور نتيجة للغارات الصليبية المتكررة على المنطقة.

## تاريخ التقسيم الإداري
وكانت شطا من توابع ناحية غيط النصارى وفي سنة 1925 صدر قرار بفصلها عنها من الوجهة الإدارية ،وفي سنة 1936 صدر قرار آخر بفصلها بزمام خاص من أراضي شطوط دمياط وبذلك أصبحت ناحية قائمة بذاتها من الوجهتين العقارية والمالية.

## موارد القرية

### المزارات الدينية

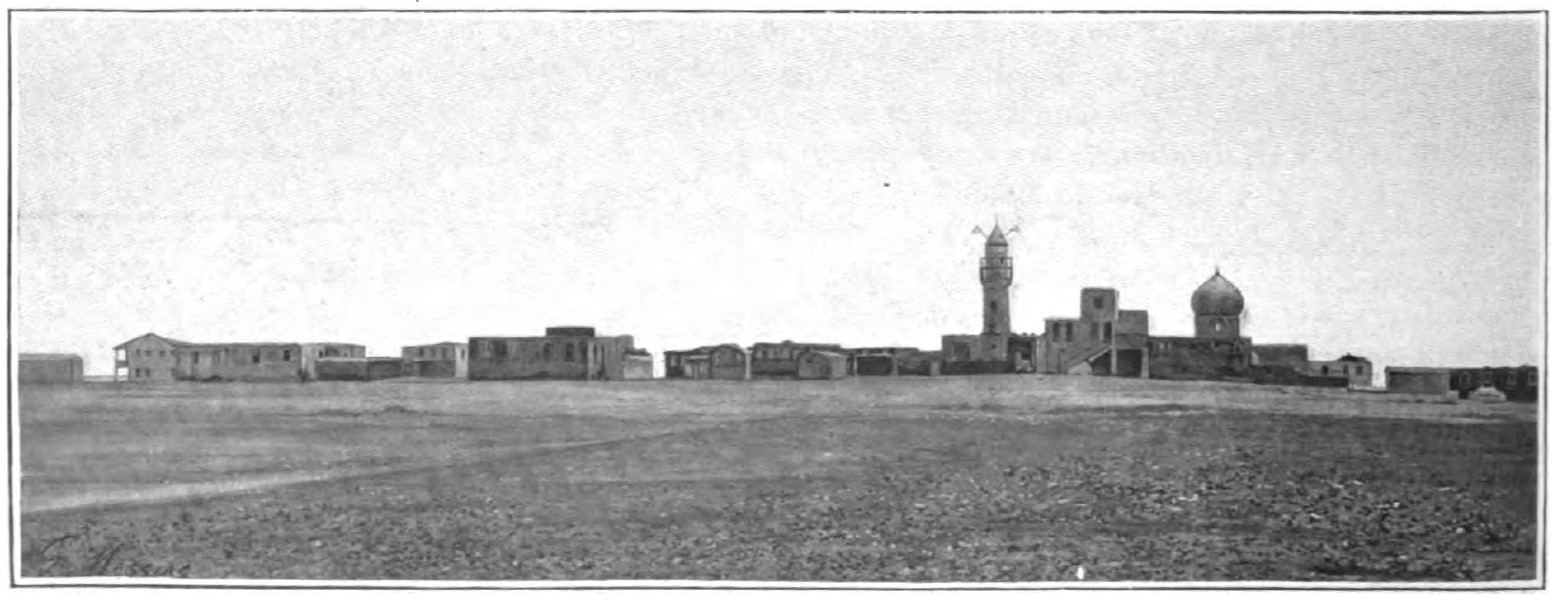
صورة لمسجد وضريح الشيخ شطا آواخر القرن التاسع عشر.

- مسجد وضريح الشيخ شطا[53] (و يعرف أيضا باسم «ضريح شطا التابعي»[. 27])[. 28][. 29][. 30] ويتبع وزارة الأوقاف.[58] وضريح الشيخ شطا من أضرحة دمياط المشهورة[. 31] وكان مقصدا للزيارة[. 32][. 33]، ففي رحلة أوليا جلبي يذكر أن سليم الأول قصد جهات دمياط ورشيد والإسكندرية، وفي دمياط زار الشيخ شطا وسائر أضرحة الأولياء.[62] وعن عادة الاحتفال بمولد الشيخ شطا يقول على مبارك: «وفي تلك الليلة وهي ليلة نصف شعبان مولد الشيخ شطا ويعتني أهلها بزيارته في تلك الليلة اعتناء زائد ويستبشرون به ومقامه بداخل الجامع المعروف به المتقدم وبقعته مشهورة بطيب الهواء واعتداله فلذا يتردد اليها الناس دائما لتغيير الهواء والتماس الصحة وهناك محلات تابعة للجامع معدة لنزول الواردين للزيارة ولتغيير الهواء وجملة منازل يسكنها جماعة حرفتهم صيد السمك والطير ومنهم خدمة ذلك الضريح.[56]». ويذكر نقولا يوسف أن مسجد وضريح الشيخ شطا قد جُددا عام 1196 هجرية (1782 ميلادية) كما يفهم من أبيات منقوشة على لوحة فوق الضريح.[2]

### الآثار

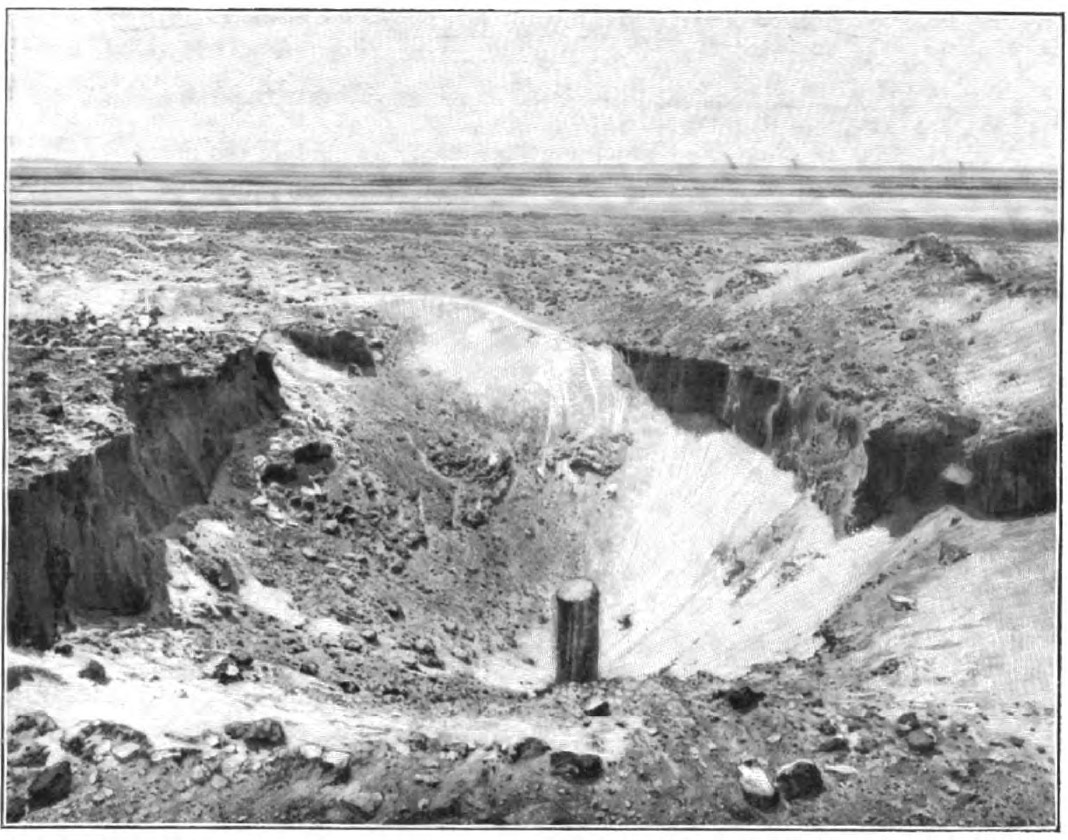
صورة لأحد مواقع التنقيب التي قام بها ألبير جاييه في شطا.

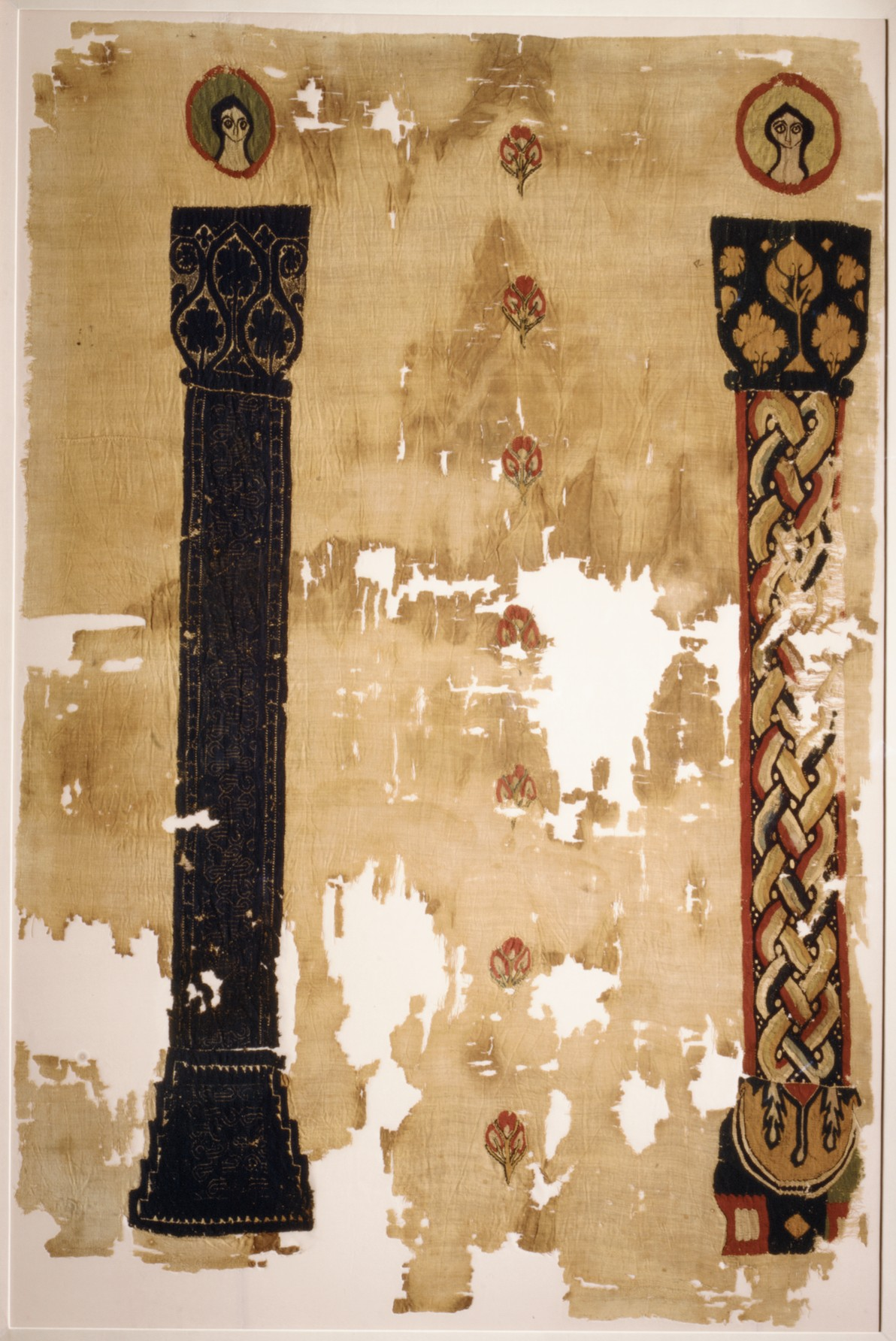
قطعة نسيج عثر عليها ألبير جاييه في شطا.

- يوجد بشطا الموقع الأثري تل سيدي شطا[63]، وقد عثر في هذا التل على خزانين للمياه مشيدين بالطوب الأحمر يرجعان للعصر الروماني.[53][64] وفي أواخر عام 1898 وبدايات 1899[65]، قام عالم المصريات الفرنسي ألبير جاييه بالحفر في قرية شطا وعثر بها على العديد من المنسوجات و اقتنت بعض المتاحف أجزاء منها كجزء من المنسوجات القبطية.[66]
- في متحف الفن الإسلامي بالقاهرة ثلاث قطع كتانية من النسيج الشطوي[67]، الأولى تحمل رقم سجل 11676[67] وهي عليها شريط كتابي نصه: «.. بعمله في طراز الخاصة بشطا سنة سبع وثمانين وثلثمائة»، الثانية تحمل رقم سجل 11245[67] باسم الحاكم بأمر الله مكتوبة بالخط الكوفي البسيط نصها بعد البسلملة والديباجة «... مما أمر بعمله في طراز الخاصة بشطا سنة اربع وتسعين و ثلثمائة»، والثالثة تحمل رقم سجل 10555[67] ومكتوب فيها «... مما أمر بعمله في طراز شطا سنة سبع وتسعين وثلثماية».
- في متحف برلين بألمانيا قطعة من النسيج الشطوي تحمل رقم 5559[67] باسم الخليفة العباسي المطيع لله، مكتوب فيها بعد البسملة والديباجة «...بعمله في طراز العامة بشطا على يد فائز مولى أمير المؤمنين».
- في متحف بناكي باليونان قطعة نسيج شطوي[67] تحمل النص التالي «... مما أمر بعمله في طراز العامة بشطا سنة سبع وثمنين وثلثمئه».

### المواقع التعدينية
وجود ملاحات في غرب القرية لانتاج ملح الطعام تعرف بملاحات سيدي شطا.

### المواقع الصناعية
ويوجد بالقرية مدينة الأثاث بدمياط وهي مقامة على مساحة 331  فدان طبقا لقرار التخصيص رقم 999 لسنة 2015 الصادر من رئيس مجلس الوزراء.

## الأعلام
انتسب لشطا في العصور الإسلامية المختلفة بعض الأعلام ولذا أطلق عليهم هذه النسبة «الشطوي».
من هؤلاء الأعلام:
- المحدث أحمد بن موسى الشطوي.[72]
- المحدث أحمد بن محمد بن هلال أبو بكر الشطوي.[72]
- المحدث أحمد بن محمد بن هانئ الشطوي.[72]
- المحدث أحمد بن سهل بن نوح أبو حاتم الشطوي.[72]
- المحدث الحسن بن محمد بن سليمان بن هشام أبو علي الخزاز المعروف بابن بنت مطر.[72]
- المحدث الحسن بن منصور بن إبراهيم أبو علي الشطوي يعرف بأبي علوية.[72]
- المحدث عبد القاهر بن محمد بن عبد الله بن يحي الوكيل أبو الفتح يعرف بابن الشطوي العدل ولي الحسبة بالجانب الغربي.[72]
- المحدث عمر بن حفص بن عمر بن راشد الرباعي الشطوي.[72]
- المحدث أبو أحمد عبيد الله بن العباس الشطوي.[72]
- المقريء عبد الله بن عدي محمد بن أحمد بن أبي حماد أبو بكر الشطوي الدمياطي.[72]
- المحدث محمد بن محمد بن داود أبو احمد.[72]
- المحدث موسى بن محمد أبو عمران الشطوي.[72]
- المقريء محمد بن أحمد بن إبراهيم بن يوسف بن العباس بن ميمون أبو الفرج الشنبوذي الشطوي البغدادي.[72]
- المحدث هارون بن يوسف بن زياد المعروف بابن مقراض.[72]

## في الأعمال الأدبية
وردت شخصية شطا في عدد من الأعمال الأدبية، معظمها استند إلى ماورد عن شخصية شطا في الكتاب المنسوب إلى الواقدي، من هذه الأعمال الأدبية:
- مسرحية شروق الإسلام في مصر من تأليف أحمد شوقي الفنجري، وفيها شطا ابن خالة أرمانوسة المصرية.
- مسرحية خولة بنت الأزور: الصحابية الفارسة من تأليف أحمد شوقي الفنجري.
- فصل بعنوان اليمامتان في الجزء الأول من كتاب من وحي القلم لمصطفى صادق الرافعي، وفيه يظهر شطا كراهب. النص من ويكي مصدر
- الجزء الخامس عشر بعنوان شطا وأرمانوسة من مسرحية الملحمة الإسلامية الكبري - عمر لعلي أحمد باكثير.
- فصل بعنوان نداء من السماء من كتاب قصص من الكتب المقدسة لعبد الحميد جودة السحار. وفيه يورد قصة شطا بن البامرك.

## هوامش
1. ↑  "شطا: بالفتح والقصر وقيل شطاة. بليدة بمصر. ينسب إليها الثياب الشطَوية قال الحسن بن محمد المهلبي على ثلاثة أميال من دمياط على ضفة البحر الملح مدينة تعرف بشطا وبها وبدمياط يُعمل الثوب الرفيع الذي يبلغ الثوب منه ألف درهم ولا ذهب فيه.".[3]
2. ↑  "وردت ضمن مدن الإقليم الرابع على البحر مع البرلس ونقيزة ودمصا(جمصة؟!) ودمياط وتنيس والفرما، واحداثياتها نج ن لا ك. وفي الهامش يضع المحقق هانس فون مژيك الإحداثيات التالية لها:31°20 N 53°50' E".[4]
3. ↑  "شَطَاة: بفتح أوله، على وزن فَعَلَة : بلد تعمل فيه الثياب الشطوية".[9]
4. ↑  "قال رجل لإبراهيم بن أدهم: بقيت في عظم المؤونة، أحتاج في غدائي إلى شاة، وفي عشائي إلى شاة، تلبس امرأتي في حيضها القوهي، وفي طهرها الشطوي. فقال إبراهيم: ما أتي أهلك إلا من قبلك، لو اقتصرت لاقتصروا. فأصبح الرجل صائماً وأفطر على فول بدانق. فأخبر إبراهيم أن امرأته تلبس في طهرها الزطى.".[11]
5. ↑  "شطى: أَرضٌ، وقيل: شَطَى اسمُ قَرْيةٍ بناحيةِ مِصْرَ تُنسَبُ إليها الثيابُ الشَّطَوِيَّة، وقول الشاعر: تَجَلَّل بالشَّطِيَّ والحِبَراتِ ، يريد الشَّطَويَّ. غيره: الشَّطَوِيَّة ضرْبٌ من ثياب الكَتان تُصْنعُ في شَطَى، وفي التهذيب: يُعْمَلُ بأَرض يقال لها الشَّطاةُ".[12]
6. ↑  "الشطوي: بفتح الشين المعجمة، والطاء المهملة، من بعدهما الواو.هذه النسبة إلى جنس من الثياب التي يقال لها الشطوية، وبيعها وهي منسوبة إلى شطا من أرض مصر".[13]
7. ↑  "شطاة: موضع، والنسبة إليه شطوي، فيه ثياب كتان".[14]
8. ↑  أقدم ذكر للنسيج الشطوي يرد في حديث موسى الكاظم عن تكفين والده جعفر الصادق (توفي 148 هـ / 765م) في ثوبين شطويين، "وفي التهذيب بسنده عن أبي الحسن الأول عليه السلام، قال: "كفنت أبي في ثوبين شطويين كان يحرم فيهما، وفي قميص من قمصه، وفي عمامة كانت لعلي بن الحسين عليه السلام ، وفي برد اشتريته بأربعين ديناراً"[16]، كما يرد ذكر الثوب الشطوي في كتاب الموطأ لمالك (توفي 179هـ / 795م) [17]
9. ↑  "اسم لصحراء تفصل بين ديار مصر وإيالة طرابلس الغرب وتسمى عند الافرنج (Lybie) وصحة اسمها بالعربية لوبيا كما وردت في كتب الجغرافية العربية وفي طبقات الأطباء وغيره لا بالياء كما نقله المترجمون مراعاة للفظ الفرنساويين بها مع أن الصواب في تعريب حرف الياء اليونانية Υ هو الواو كماهو في أصل اللغة اليونانية وبها سمي النبات المعروف باللوبيا".[19]
10. ↑  من كتاب نقولا يوسف صفحة 494 يرد النص التالي: "ولكن المعروف أن مدينة شطا كانت عامرة منذ العهد الروماني أو ماقبله. وكانت تسمى بالقبطية "ساتا" وكان أهلها من القبط حتى القرن العاشر ومابعده... وذكرها بعض المؤلفين الأغريف في كتب مؤلفة قبل الفتح العربي لمصر، وقالوا أنها كانت أسقفية من أبروشيات مصر، وورد في المخطوطات القبطية القديمة أن أسقفية شطا كانت في إحدى العصور كرسي دمياط ثم اندمجت فيها. كما أنها كانت معروفة منذ العهد الأغريقي بدقة منسوجاتها".[2]
11. ↑  في كتابه الإلمام ترد قصة فتح دمياط وتنيس بصيغة شبه مطابقة لما ورد في الكتاب المنسوب للواقدي مع بعض اختلافات طفيفة،فحاكم دمياط اسمه الهاموك وولده الأكبر اسمه هزبر والديرجان اسمه الدارجان، وقبل استسلام البامرك خرج الصحابة من باب البراجيم فسمي "باب الجهاد" وحاكم تنيس اسمه أبو ثور وتفصيلات أخرى صغيرة في ثنايا الأحداث.[28]
12. ↑  لعل لقب البامرك هنا تحريف لكلمة الباجرك أو الباجارك (pagarchos أو pagarches (باليونانية: Πάγαρχος)‏) وهي كلمة مجهولة الأصل.[32] ولقب الباجرك ورد في برديات أفروديتو (كوم أشقاو)[33]، ففي احدي البرديات من القرن السادس يرد الامبراطور جستنيان على شكوى أحد الملاك بأن أوامره لم تنفذ وأن الجباة أقوى من أوامره ويذكر أنه أرسل مرسوما سابقا لصالح الشاكي ولكن الباجارك (حاكم المقاطعة) لم ينفذه وقد اعتمد في هذا على بعد العاصمة الامبراطورية عنه.[34]
13. ↑  لعله يقصد ضرار آخر (ربما ضرار بن الخطاب)؟!، لأن أغلب المصادر على أن وفاة ابن الأزور قبل تاريخ فتح دمياط 21 للهجرة (642 ميلادية)
14. ↑  القربوس هو انحناءة السرج، وللسرج قربوسان، الأول في مقدمة السرج والآخر في آخره.[12]
15. ↑  "وأما مافيها من ثغور الرباط فمن ذلك: رباط البرلس ، ورباط رشيد ، ورباط الإسكندرية ، ورباط ذات الحمام ، ورباط البحيرة ، ورباط إخنا ، ورباط دمياط ، ورباط شطا ، ورباط تنيس ، ورباط الأشتوم ، ورباط الفرما ، ورباط النقار ، ورباط الفرادة ، ورباط العريش ...".[35]
16. ↑  "وبمصر عدة من الثغور المعدة للرباط في سبيل الله تعالى وهي: البرلس ورشيد والإسكندرية وذات الحمام والبحيرة واخنا ودمياط وشطا وتنيس والأشتوم والفرما والواردة والعريش وأسوان وقوص والواحات، فيغزى من هذه الثغور الروم والفرنج والبربر والنوبة والحبشة والسودان".[29]
17. ↑  "اسمها Chelandion (باليونانية: χελάνδιον)‏ نوع من أنواع السفن الحربية البيزنطية المزودة بمجاديف ويمكن أن تستخدم لنقل البضائع، وهي تعتبر تنويعة من سفن الدرومون.".[37]
18. ↑  قند في القاموس المحيط: "القند: عسل قصب السكر إذا جمد، معرب."[38] والقند قريب من الكلمة الفارسية قندي (بالفارسية: قندي) (بالإنجليزية: Candy)‏ (بالفرنسية: sucre candi)‏ (بالإيطالية: zucchero candito)‏.[37]
19. ↑  "وردت نفس الحادثة في تاريخ اليعقوبي ولكن بتفاصيل مختلفة: وقدم محمد بن عبد الله بن طاهر إلى بغداد من خراسان سنة 237، فصير إليه ما كان إلى إسحاق بن إبراهيم وصيرت أعمال مصر إلى عنبسة بن إسحاق الضبي من قبل المنتصر فلم يقم بمصر إلا شهوراً حتى أناخت الروم على دمياط في خمسة وثمانين مركبا، فقتلوا خلقاً من المسلمين، وأحرقوا ألفاً وأربعمائة منزل، وكان رئيس القوم يقال له فطوتاريس وسبوا من المسلمات ألفاً وثمانمائة وعشرين امرأة، ومن نساء القبط ألف امرأة، ومن اليهود مائة امرأة، وأخذ السلاح الذي كان بدمياط والسقط، وتهارب الناس، فغرق في البحر نحو ألفين، وأقاموا يومين وليلتين، ثم انصرفوا.".[40]
20. ↑  "وفي مختصر تاريخ الدول لابن العبري ترد نفس الحادثة بتفصيلات أخرى: وفي سنة ثماني وثلاثين ومائتين جاءت ثلثمائة مركب للروم مع ثلاثة رؤساء فاناخ احدهم في مائة مركب بدمياط وبينها وبين الشط شبيه بالبحيرة يكون ماؤها إلى صدر الرجل فمن جازها إلى الارض أمن من مراكب البحر فجازه قوم من المسلمين فسلموا وغرق كثير من نساء وصبيان. ومن كان به قوة سار إلى مصر. واتفق وصول الروم وهي فارغة من الجند فنهبوا واحرقوا وسبوا واحرقوا جامعها وسبوا من النساء المسلمات والذميات نحو ستمائة امرأة وساروا إلى مصر ونهبوها ورجعوا ولم يعرض لهم احد.".[41]
21. ↑  والشظا، وشطا: "وأما الثالث: بطاء مهملة: مدينة من أعمال مصر يعمل بها الثياب القصب".[48]
22. ↑  "قال مالك ولا بأس أن يشتري الثوب من الكتان أو الشطوي أو القصبي بالأثواب من الإتريبي أو القسي أو الزيقة أو الثوب الهروي أو المروي بالملاحف اليمانية والشقائق" وفي موضع آخر: "فلا يجوز ثوب شطوي بثوبين من الشطوي إلى أجل ولا بأس بالثوب الشطوي نقدا بالثوبين من المروي إلى أجل وإن كان ذلك كله من الكتان".[17]
23. ↑  "وتنيس لها منبر، وإليها تنسب الثياب التنيسية، وبها طراز للخليفة. وشطا لها منبر وإليها ينسب الشطوي، ودبيق، لها منبر وإليها ينسب الدبيقي من الثياب.".[49]
24. ↑  "والضرائب والمكوس يؤخذ بجدة من كل حمل حنطة نصف دينار وكيل من فرد الزاملة، وعلى سفط ثياب الشطوي ثلاث دنانير، ومن سفط الدبيقي ديناران، وحمل الصوف ديناران"، وفي موضع آخر: "كازرون: عامرة كبيرة هي دمياط الأعاجم وذلك أن ثياب الكتان التي على عمل القصب وشبه الشطوي، وأن كانت من عطب تعمل بها وتباع فيها إلا ما يعمل بتوز".[50]
25. ↑  "هات يا غلام ذلك الثوب الدبيقي وذلك البرد الشطوي".[51]
26. ↑  في السفر السادس من كتاب أوراق البردي العربية، صفحة 107: "وذكر هذا السعر هنا لمنديل من قهقاو  (منديل قهقاوي 1 سطر 7) بينما منديل ذو حرف من مصنع شطا الشهير (منديل شطوي معلم 20 سطر 6) محسوب بعشرين درهما." [45]
27. ↑  ففي أقصى الطرف الشرقي ، على حافة بحيرة المنزلة عند غيط النصارى ، يقوم ضريح "سيدي شطا" التابعي ، يقابله عند أقصى الطرف الشمالي ، على حافة البحر المتوسط، ضريح "سيدي الجربي". وعند أقصى الطرف الغربي ، ضريح "الشيخ علي الصياد" يقابله من ناحية الجنوب ، ضريح سيدي "الشيخ المظلوم".[54]
28. ↑  "من موقع محافظة دمياط من مقالة بعنوان أهم المناطق الأثرية بدمياط، يرد الآتي: مسجد وضريح شطاوهو من أقدم المزارات الدينية ومقام بعزبة شطا الواقعة على بحيرة المنزلة وكانت قرية شطا معروفة في العصر الروماني ( ساتا ) وقد سميت شطا نسبة إلى الشيخ شطا الذي استشهد فيها بيد الهاموك عام 21 هـ - 642 م في الموقعة التى دارت حول تنيس وقت الفتح العربي"[55]
29. ↑  "وبها نحو خمسة وأربعين مسجدا أشهرها جامع الشيخ شطا ابن الهاموك وهو على شاطيء بحيرة المنزلة في شرقي البلدة بنحو أربعة آلاف متر ثم جامع أبي المعاطي في جهتها الشرقية بلا فاصل وله شبه بجامع سيدنا عمرو بن العاص الذي بالفسطاط ثم جامع المتبولي وهو المدرسة المتبولية التي أنشأها قايتباي لسيدي إبراهيم المتبولي بعد الستمائة من الهجرة وبها مكاتب أهلية وأربع كنائس لاديان مختلفة وبها ديوان المحافظة".[56]
30. ↑  أما السياحة الدينية حيث توجد بعض الكنائس من العصر الروماني والبيزنطي والمساجد مثل مسجد عمرو بن العاص ومسجد شطا بمدينة دمياط ومسجد الرحمة برأس البر."[57]
31. ↑  "وبخارج دمياط المزار المعروف بشطا بفتح الشين المعجمة والطاء المهملة ، وهو ظاهر البركة يقصده أهل الديار المصرية ، وله أيام في السنة معلومة لذلك" ثم يورد المحقق في الهامش. الملاحظة التالية حول شطا: "شطا حسب بعض الرائجات المحلية التي تتفق مع حكاية ابن دقماق تعتبر قطعة من الجنة على وجه الأرض".[59]
32. ↑  "ومات شهيدا في ليلة النصف من شعبان سنة إحدي وعشرين من الهجرة ، وكانت ليلة الجمعة ودفن خارج دمياط وهو مكانه الآن. وصاروا الناس يجتمعون هناك في ليلة النصف من شعبان في كل عام إلي يومنا هذا.".[60]
33. ↑  في بداية طريقه إلى القدس يذكر اللقيمي أضرحة دمياط التي زارها: "ومررت بسيدي شطا، والقرشة، والبغدادي، والتفاحي، والدائر. وقرأت لهم الفاتحة رجاء إمدادي.وأهديت الفاتحة لسيدي عبد الله تونا، وأبي الوفاء، وسكان البحيرة الذين هم من أهل الولاية والوفاء." ثم يورد بعد ذلك قصيدة لصديقه الشاعر السيد محمد السعيد يمدح بها دمياط، منها البيت التالي عن ضريح شطا التابعي: "وفيها شطا ذا التابعي مقامه على أيمن الوادي فغبراؤه عطر" وقبل ذلك الموضع يورد وصف المقريزي لدمياط وقصيدته التي مدح بها دمياط وفيها البيت التالي عن شطا: "وفي البرزخ المأنوس كم لي خلوة وعند شطا عن أيمن العلم الفرد".[61]
34. ↑  "إلا ان محافظة دمياط تتميز بوجود ملاحات لإنتاج ملح الطعام في دمياط (ملاحة دمياط، مشرقة، البحار وسيدي شطا)،."[57]
35. ↑  تحت باب الشين والطاء: "الشطوي: بفتح الشين المعجمة، والطاء المهملة، من بعدهما الواو.هذه النسبة إلى جنس من الثياب التي يقال لها الشطوية، وبيعها وهي منسوبة إلى شطا من أرض مصر والمشهور بهذه النسبة: أبو بكر محمد بن أحمد بن هلال الشطوي." ... ثم يورد الأسماء التي اشتهرت بهذا النسب.[69]
36. ↑  تحت باب الشين والطاء: "الشطوي: بفتح الشين المعجمة والطاء المهملة وفي آخرها واو - هذه النسبة إلى الثياب الشطوية وبيعها، وهي منسوبة إلى شطا من أرض مصر. نسب إليها جماعة، منهم أبو بكر محمد بن أحمد بن هلال الشطوي"[70]
37. ↑  تحت باب الشين والطاء "الشطوي: بفتحتين إلى شطا قرية بأرض مصر" ويفرق السيوطي بين الشطوي نسبة إلى شطا والشطي بالفتح والتشديد نسبة إلى شط الفرات وشط عثمان بالبصرة.[71]